# 吕特延霍尔姆
吕特延霍尔姆（德語：Lütjenholm）是德国石勒苏益格－荷尔斯泰因州的一个市镇。总面积10.71平方公里，总人口320人，其中男性166人，女性154人（2011年12月31日），人口密度30人/平方公里。